# Football a 8
Il football a 8, denominato anche indoor football oppure arena football poiché praticato su campi al coperto, è una disciplina sportiva affine al football americano. Si differenzia per il ridotto numero di giocatori in campo e per le ridotte dimensioni del terreno di gioco.

## Storia
Il football a 8 ebbe una genesi scolastica su un campo all'aperto. Nel 1934 Stephen Epler, allenatore della scuola superiore di Chester in Nebraska, onde evitare la notevole spesa per l'equipaggiamento, ideò il football a 6 praticato da 6 atleti per squadra su campo lungo 120 yards comprese le zone di meta e largo 40 yards. Nel 1950, ancora nelle scuole superiori, iniziò la pratica del football a 9 oppure 8 giocatori su campi più corti di quelli del football a 11.
Nel 1987 Jim Foster organizzò la Arena Football League ossia la prima lega professionale di football a 8; questo gioco è diventato popolare in U.S.A. quindi esistono diverse leghe professionali nelle quali iniziano la carriera atleti che poi sono ingaggiati dalle squadre della NFL e CFL.

## Regolamento
Il regolamento è mutuato dal football americano, dal quale il football a 8 deriva, con alcune variazioni.

### Campo da gioco
Il football a 8 è giocato su campo lungo circa 70 iarde comprese le zone di meta e largo circa 30 iarde.

### Tempo
La partita dura 32' cronometrati divisi in quarti da 8': quindi 2 tempi da 16' con intervallo di circa 15'; tra la prima e seconda frazione di partita così come tra la terza e quarta, c'è una sospensione, durante la quale le squadre invertono i loro posti in campo e il pallone è messo nella posizione dell'azione di gioco precedente.

### Roster
I giocatori a disposizione sono almeno 12 per squadra.

### Ruoli
4 giocatori sono in linea d'attacco e 3 in linea di difesa.

### Segnature
Sono le stesse del football americano, ma il drop kick (calcio alla mano) vale 4 punti su azione, e 2 punti su conversione del touchdown. Inoltre, è possibile ritornare l'extra point bloccato oppure il fumble nella conversione da 2 punti, e guadagnare 2 punti.

## Altre specialità
In Italia esistono campionati di football a 11, a 9, a 8, a 5 con regolamenti simili agli originali statunitensi. Il più importante è la Terza Divisione della FIDAF, che si disputa a 9 giocatori. Il football a 5 è regolarmente praticato a livello giovanile: under 12, 14 e 16 anni.
Altri tipi di football ma senza placcaggi sono touch football e flag football.